# Terras fönster nr 3
Terras fönster nr 3 är en svensk kortfilm från 1950.

## Rollista
- Stig Järrel - fyller 40 år
- Thure Mårtensson - plastfabrikant
- Cécile Ekelund	- turist i Lissabon
- Eva Dahlbeck - sångerska

### Fotnoter
1. ↑  ”Terras fönster nr 3”. Svensk Filmdatabas. http://www.sfi.se/sv/svensk-filmdatabas/Item/?type=MOVIE&itemid=15182&ref=%2ftemplates%2fSwedishFilmSearchResult.aspx%3fid%3d1225%26epslanguage%3dsv%26searchword%3dterras+f%C3%B6nster%26type%3dMovieTitle%26match%3dBegin%26page%3d1%26prom%3dFalse. Läst 22 maj 2016.